# Conceveiba ptariana
Conceveiba ptariana là một loài thực vật có hoa trong họ Đại kích. Loài này được (Steyerm.) Jabl. mô tả khoa học đầu tiên năm 1967.